# Felixlândia
Felixlândia este un oraș în Minas Gerais (MG), Brazilia.